# 杉田盛
杉田 盛（すぎた さかり、元治元年5月27日（1864年6月30日） - 1934年（昭和9年）3月6日）は、戦前日本の開業医。幼少期を沼津で過ごし、上京して医学を修め、神戸・丹後・隠岐島・盛岡で病院院長を歴任し、横浜、大森に医院を構えた。号は東江・峯州医生・梅所・槑翁。杉田玄白4世孫。

## 経歴

### 生い立ち
元治元年（1864年）5月27日江戸浜町山伏井戸に杉田玄端の五男として生まれた。幼名は鶴五郎。明治元年（1868年）10月、徳川宗家の転封に従い、両親・兄杉田武と共に沼津八幡町柳下知之旧宅に移った。明治2年（1869年）沼津で親戚杉田廉卿が病没すると、祖父の命でその跡を継いだ。
父に『三字経』『大統歌』『大学』『孝経』『論語』で漢学、『ウイルソン・リーダー』『ミッチェル地理書』で英学、母に習字を学んだ。明治4年（1871年）沼津兵学校附属小学校に入学し、グッドマンに『ウェブスター・スペリング』で英語を学んだ。

### 上京
1873年（明治6年）末両親・弟杉田六蔵と上京して三田二丁目の兄武宅に住み、1874年（明治7年）春麻布永坂町2番地に移った。海軍御雇教師フェントン夫人に英語を学んだ後、商法講習所ウィリアム・コグスウェル・ホイットニー宅に住み込み、夫人に英語を学び、娘クララ・ホイットニーと親しくした。
1878年（明治11年）医学を修めるため独逸語学校に入学し、東京外国語学校に転じ、1885年（明治18年）廃校により大学予備門に編入した。1888年（明治21年）第一高等中学校を卒業して帝国大学医科大学に進み、1891年（明治24年）佐藤三吉・ユリウス・スクリバの引率で濃尾地震被災者を救護した。1892年（明治25年）11月卒業し、医学士となった。

### 開業

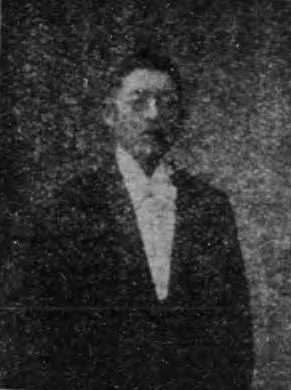
杉田盛

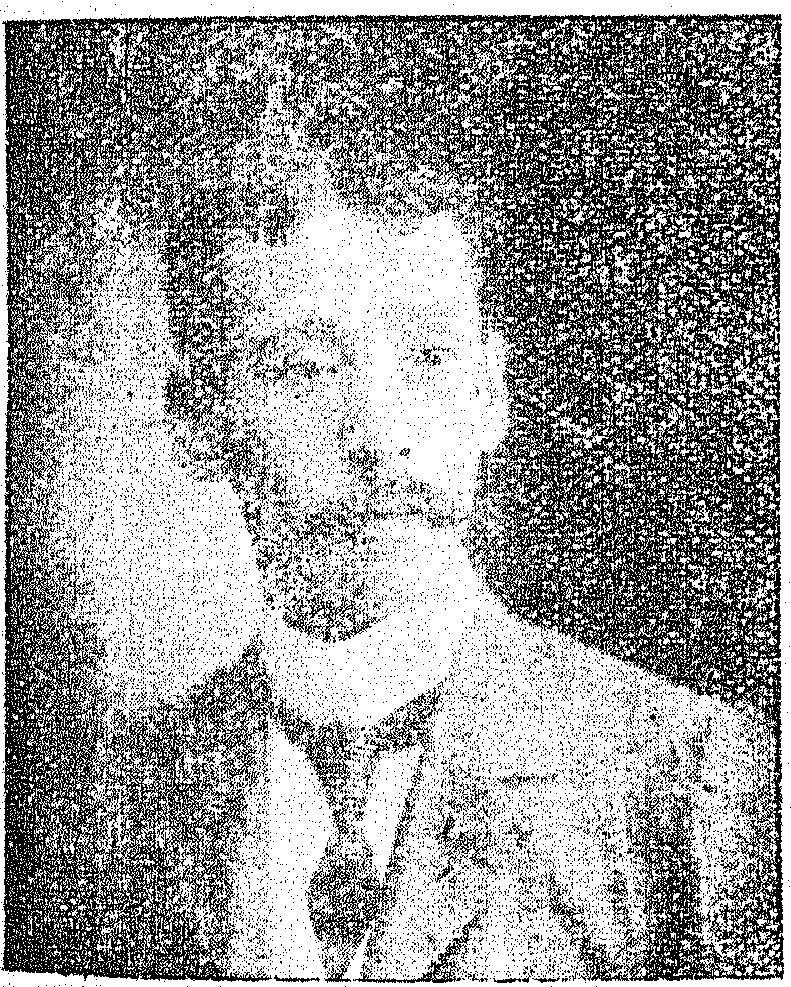
杉田盛

1893年（明治26年）2月神戸市に移り、病気の兄杉田雄に代わり坂本村杉田病院院主となった。1894年（明治27年）明治生命保険診査医。
1896年（明治29年）京都府峰山町に開設された丹州病院に院長として招かれ、隠岐島西郷三好病院長、岩手県盛岡病院長を歴任し、1902年（明治35年）同地に東北病院を設立した。
1904年（明治37年）8月子供の教育のため盛岡を離れ、8月横浜市真砂町二丁目16番地に開業し、1906年（明治39年）設立された横浜生命保険の医長となった。1920年（大正9年）3月から1921年（大正10年）12月まで横浜市医師会長を務めたほか、日本赤十字社看護婦養成委員長、師範学校校医も務めた。
1923年（大正12年）関東大震災で横浜の自宅兼病院が全壊し、東京府入新井町新井宿1150番地で杉田医院を再開した。1934年（昭和9年）3月6日自宅で死去した。墓所は芝区栄閑院(猿寺)。。

## 著書
- 『通俗海水浴論』 - 1894年（明治27年）刊行。ドイツ人フロンム原著。
- 「六十年回想記」 - 1928年（昭和3年）9月起筆、1930年（昭和5年）6月擱筆[3]。前半部の写本が沼津市明治史料館所蔵[15]。

## 趣味
日下部鳴鶴に書道、棚橋絢子に和歌を学び、絵画、浄曲もよくした。

## 家族
- 実父：杉田玄端 - 小浜藩医、沼津病院頭取。
- 実母：俊（しゅん） - 小浜藩士守留加左衛門娘[3]。
  - 長兄：杉田梅松 - 安政2年（1855年）6歳で安政江戸地震により圧死[14]。
  - 次兄：杉田武 - 1900年（明治33年）丹州病院長、東京精神病院長。
  - 三兄：杉田歴三郎[4]
  - 四兄：杉田雄 - 神戸病院副院長。坂本村に開業。
  - 弟：杉田六蔵 - 常磐火災海上保険常務取締役、横浜火災海上保険取締役[16]。
- 養父：杉田廉卿 - 小浜藩医。
- 養母：縫 - 廉卿没後、富田鉄之助と再婚。
- 妻：春子 - 東京府会議員神田良邦次女。華族女学校卒。1893年（明治26年）1月結婚[1]。
  - 長男：杉田隼人 - 協調会済生会横浜臨時病院産婦人科部長。赤坂区田町一丁目に開業[17]。
  - 次男：杉田峯男 - 修学中病没[14]。